# Kapel van Oetersloven

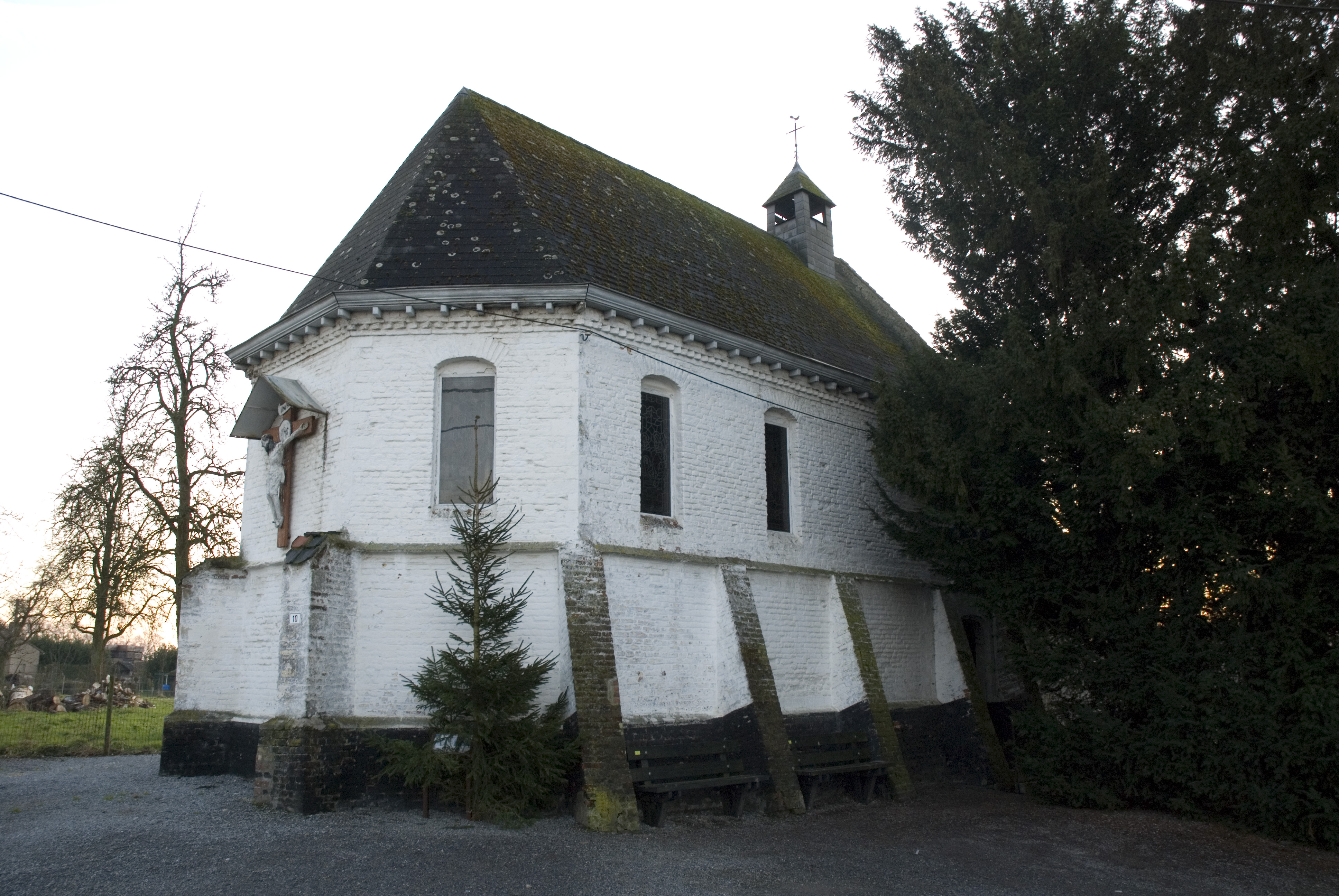
De Kapel van Oetersloven

De Kapel van Oetersloven is een kapel in het gehucht Oetersloven van Berlingen in de Belgische gemeente Wellen.
De huidige barokke kapel is 17e-eeuws. De eerste kapel die hier stond werd gebouwd vóór 1187 door de toenmalige heer van Wellen die aan een kruistocht deelnam. Ze werd in 1423 toegewijd aan Onze-Lieve-Vrouw van Smarten. Opvallend in het interieur is een gepolychromeerd beeld van Onze-Lieve-Vrouw uit 1423.
In de 18e eeuw stond hier ook een kluizenarij. Ze werd afgebroken na de dood van de laatste kluizenaar in 1894.
Op 1 mei komen er nog steeds honderden mensen uit omliggende dorpen naar deze kapel. 

## De kapel en de bokkenrijders
Jan van Muysen, een klompenmaker uit Wellen, had een brandbrief gelegd aan de boerderij van Jan Wouters uit Ulbeek en eiste een grote som geld, zo niet zou zijn boerderij in brand worden gestoken. Het geld moest gelegd worden in een kuil bij de kapel. Wouters herkende van Muysen, ondanks diens vermomming. Jan van Muysen werd op 1 april 1774 als bokkenrijder aangehouden en op 16 juni in de Bonderkuil van Wellen onthoofd.